# Janus (Mond)
Janus (auch Saturn X) ist der siebte bis achte und neuntgrößte der 274 bekannten Monde des Planeten Saturn. Der koorbitale Mond teilt sich seinen Orbit mit Epimetheus, mit dem er alle vier Jahre die Umlaufbahn tauscht.

## Entdeckung und Benennung
Janus wurde am 15. Dezember 1966 von dem Astronomen Audouin Dollfus entdeckt. Es ist allerdings nicht klar, ob er Janus oder Epimetheus gesehen hat. Die Entdeckung wird Dollfus zugesprochen, obwohl kurz zuvor, am 29. Oktober 1966, Jean Texereau das Objekt fotografisch festgehalten hatte, ohne allerdings seine Bedeutung zu erkennen.
Am 18. Dezember 1966 beobachtete Richard L. Walker ein ähnliches Objekt, den Mond Epimetheus. Man war allerdings der Auffassung, dass Walker ebenfalls Janus beobachtet hatte.
Das Objekt wies allerdings ungewöhnliche Bahneigenschaften auf. Im Oktober 1978 fanden Stephen M. Larson und John W. Fountain heraus, dass sich die Beobachtungen am besten mit der Anwesenheit zweier einzelner Körper erklären ließ, die sich die gleiche Umlaufbahn teilten. Allerdings gestaltete es sich sehr schwierig, die Bahnen der Monde aus den Beobachtungsdaten aufzuschlüsseln.
Janus wurde von der Raumsonde Pioneer 11 registriert, die am 1. September 1979 an Saturn vorbeiflog. Dabei nahmen drei Detektoren zum Nachweis energetischer Partikel seinen Schatten auf. Janus wurde dann eindeutig am 1. März 1980 von der Sonde Voyager 1 identifiziert.
Obwohl der Name Janus bereits 1966 vorgeschlagen und seither für den Mond verwendet wurde, erfolgte die offizielle Benennung durch die Internationale Astronomische Union (IAU) erst am 30. September 1983. Bis dahin hatte er die vorläufige Bezeichnung S/1966 S 2 (→ unten). Janus ist der 10. entdeckte Mond des Saturn.
Seinen Namen erhielt der Mond nach Janus, dem zweigesichtigen Gott aus der Römischen Mythologie. Sein Name gehört zur gleichen Wortfamilie wie ianua, der lateinischen Bezeichnung für Tür und janus für jeden unverschlossenen gewölbten Durchgang.
Nach den Namenskonventionen der IAU werden für Oberflächenstrukturen auf Janus Namen mit Verbindung zum mythischen Zwillingspaar Castor und Pollux verwendet.

## Bahneigenschaften

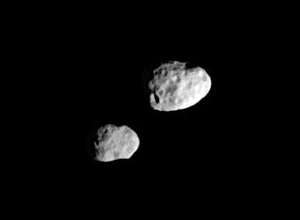
Aufnahme zwei Monate nach dem Austausch der Umlaufbahnen (siehe hierzu Bahnverhalten von Janus und Epimetheus), aus einer Entfernung von 492.000 km von Janus (rechts) und 452.000 km von Epimetheus (Cassini, 20. März 2006).

### Umlaufbahn
Janus umkreist Saturn auf einer prograden Umlaufbahn in einem mittleren Abstand von 151.472 km. Die Bahnexzentrizität beträgt 0,007, die Bahn ist 0,14° gegenüber dem Äquator von Saturn geneigt, liegt also fast genau in der Äquatorebene des Planeten. Durch die niedrige Exzentrizität variiert die Bahn in der Entfernung zu Saturn um nur rund 2.000 km.
Janus umläuft Saturn in etwa 16 Stunden, 40 Minuten. Dies entspricht etwas mehr als der Umlaufzeit des Jupitermondes Thebe und liegt zwischen den Uranusmonden Perdita und Puck. Die Umlaufzeiten von Janus und Epimetheus unterscheiden sich um lediglich etwa 30 Sekunden. Janus und Epimetheus benötigen für einen Umlauf etwa 1 Stunde und 34 bis 35 Minuten länger als der innere Nachbar Pandora.

#### Bahnverhalten von Janus und Epimetheus

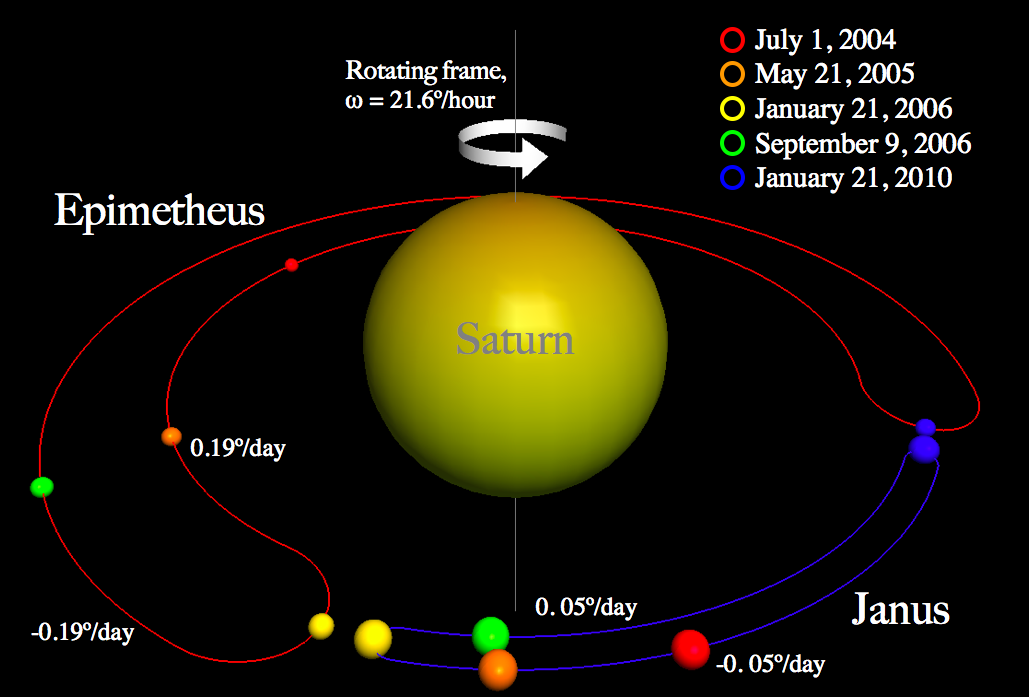
Die Stellung von Janus und Epimetheus im Verlauf eines Durchlaufes der Hufeisenumlaufbahn. Die Bahnabstände sind zum Verständnis stark vergrößert

Janus ist koorbital mit dem Mond Epimetheus, das heißt, die beiden Monde laufen auf fast gleichen Bahnen um den Saturn. Ihre mittleren Abstände von dem Planeten unterscheiden sich nur um 50 km, was weniger ist als die Durchmesser beider Monde. Etwa alle vier Jahre kommt es zu einer engen Begegnung der beiden Monde, die sich dann durch ihre Schwerkraft gegenseitig beeinflussen. Gemäß den Keplerschen Gesetzen wird der innere Mond, dessen Umlaufbahn um insgesamt 28,1 Sekunden (täglich 1/4 Grad) kürzer ist, dabei beschleunigt und wandert auf eine höhere Umlaufbahn, wodurch seine Umlaufzeit verlängert wird. Der äußere wird abgebremst, wandert auf eine niedrigere Umlaufbahn und bekommt dadurch eine kürzere Umlaufzeit. Auf diese Weise tauschen Janus und Epimetheus während dieses etwa 100 Tage dauernden Prozesses ihre Umlaufbahnen, überholen sich dabei aber nicht und nähern sich um nie mehr als etwa 15.000 km an. Da Janus viermal mehr Masse als Epimetheus besitzt, hat er stets etwa 20 % der gesamten Bahnänderung zu tragen. Die orbitale Beziehung der beiden Monde kann im Rahmen des Dreikörperproblems verstanden werden, dabei weisen in diesem Fall die zwei Monde eine ähnliche Größe auf; der dritte Körper ist Saturn. Dieses Verhalten der beiden Monde ist, soweit bekannt, einzigartig im Sonnensystem.
Die koorbitalen Begleiter beschreiben vom mit der mittleren Umlaufzeit der Körper um das Zentralgestirn mitbewegten Bezugssystem aus gesehen eine sogenannte Hufeisenumlaufbahn, also entlang der Umlaufbahn einen großen Bogen, den sie periodisch vor und zurück schwingen. Vom ruhenden Bezugssystem (Inertialsystem) aus betrachtet beschreiben sie jedoch nahezu kreisförmige Umlaufbahnen.

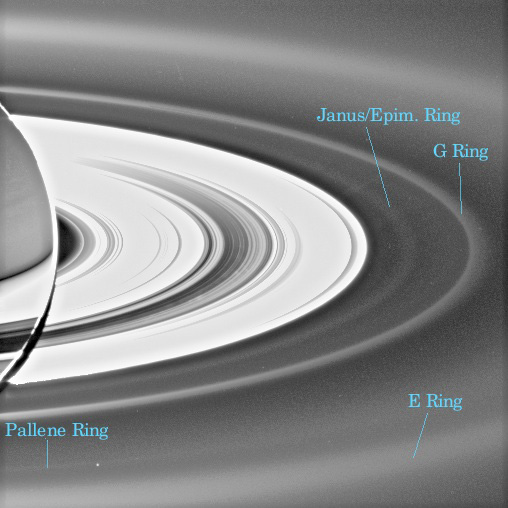
Aufnahme des Janus/Epimetheus-Rings und anderer nahegelegener Ringe (Cassini, 15. September 2006)

Bahnwechsel fanden am 21. Januar 2006 (der von der Raumsonde Cassini gut dokumentiert wurde), im Januar 2010, Januar 2014, Januar 2018 und Januar 2022 statt.

#### Janus/Epimetheus-Ring
Im Jahr 2006 wurde ein diffuser Staubring entdeckt, der im Gegenlicht sichtbar gemacht werden konnte und sich entlang den Umlaufbahnen von Epimetheus und Janus um Saturn zieht. Der bislang so genannte Janus/Epimetheus-Ring weist eine Breite von etwa 5.000 km auf und ähnelt von der Intensität her den Ringen von Jupiter. Der Ring wird durch Einschläge von Mikrometeoriten auf die beiden Monde gespeist, ähnlich wie das bei Enceladus der Fall ist.

### Rotation
Die Rotationsperiode von Janus gleicht seiner Umlaufzeit, er hat wie der Erdmond eine gebundene Rotation. Seine Rotationsachse ist 0,015° gegenüber der Umlaufbahn geneigt.

## Physikalische Eigenschaften

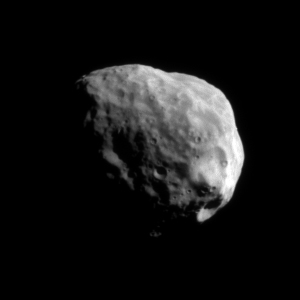
Aufnahme der Südpolregion von Janus (Cassini, 20. Januar 2008)

### Größe

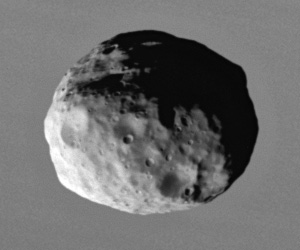
Aufnahme von Janus vor Saturns Wolken (Cassini, Januar 2006)

Janus hat einen mittleren Durchmesser von 179 km. Auf den Aufnahmen der Cassini- und Voyager-Sonden erscheint Janus als ein unregelmäßig geformtes, längliches Objekt mit Abmessungen von 204 × 186 × 152 km, wobei die Längsachse auf Saturn ausgerichtet ist.
Von der Größe her ist Janus am ehesten mit dem Jupitermond Himalia, den Uranusmonden Puck und Sycorax oder den Neptunmonden Despina und Galatea zu vergleichen.
Die gesamte Oberfläche von Janus beträgt schätzungsweise 100.660 km², dies entspricht in etwa der Fläche von Island.

### Innerer Aufbau
Die mittlere Dichte von Janus ist mit 0,63 g/cm³ weitaus geringer als die der Erde und ist leicht niedriger als die Dichte von Saturn; sie ist so niedrig, dass Janus auf Wasser schwimmen würde. Dies weist darauf hin, dass der Mond überwiegend aus Wassereis zusammengesetzt ist. Darüber hinaus ist die Dichte sehr ähnlich zu Epimetheus.
Die niedrige Dichte von Janus weist darauf hin, dass er möglicherweise zu den porösen sogenannten Rubble Piles gehört, die durch die vergleichsweise schwache Gravitation im Innern Hohlräume aufweisen.

### Oberfläche
| Krater- name | Durchmesser in km | Koordi- naten | Namensherkunft                     |
| ------------ | ----------------- | ------------- | ---------------------------------- |
| Castor       | ?                 |               | Kastor, Zwillingsbruder von Pollux |
| Idas         | ?                 |               | Idas, Sohn von Aphareus            |
| Lynceus      | ?                 |               | Lynkeus, Sohn von Aigyptos         |
| Phoibe       | ?                 |               | Phoibe, Tochter von Leukippos      |

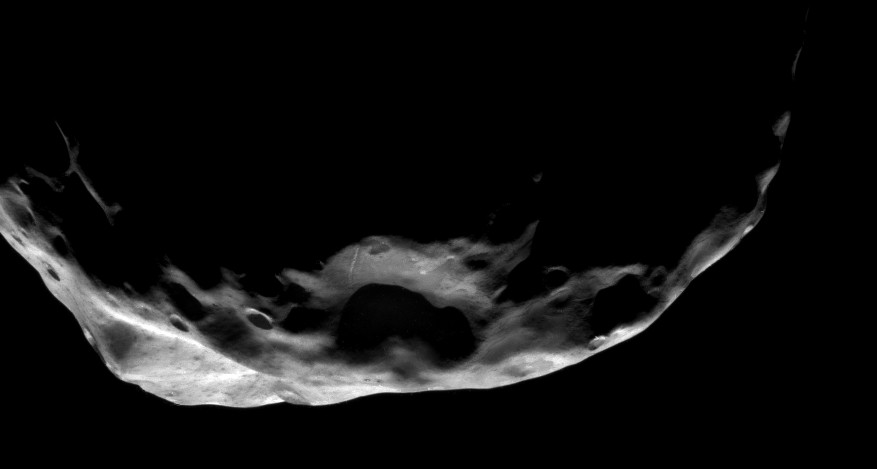
Hochaufgelöste Aufnahme aus einer Entfernung von 33.000 km (Cassini, 20. Januar 2008)

Die Oberfläche von Janus ist stark von Kratern gezeichnet und weist mehrere größere Einschlagskrater mit Durchmessern von 30 km auf. Seine Oberfläche erscheint älter als die des benachbarten Mondes Prometheus, jedoch jünger als die der Pandora.
Die Abhänge einiger Krater zeigen Hinweise auf dunkleres Material, das auf Epimetheus besser beobachtet und dokumentiert werden konnte. Es sind auch Anzeichen von feinen Linien (womöglich Strahlensysteme) an der Wand mindestens eines Kraters entdeckt worden.
Bislang wurden auf Janus bereits 1982 lediglich vier Krater offiziell benannt, die gemäß der USGS-Nomenklatur wie bei Epimetheus der Legende von Kastor und Pollux der Griechischen Mythologie entnommen sind.
Janus besitzt eine sehr hohe Albedo von etwa 0,71, was bedeutet, dass er eine sehr helle Oberfläche besitzt, die 71 Prozent des eingestrahlten Sonnenlichts reflektiert. An seiner Oberfläche beträgt die Schwerebeschleunigung 0,016 m/s², dies entspricht etwa 0,16 % der irdischen.

## Entstehung
Anhand der Kraterdichte seiner Oberfläche wird geschlossen, dass es sich um einen relativ alten Himmelskörper handelt. Da Epimetheus und Janus koorbitale Monde sind, geht man davon aus, dass sie möglicherweise von einem gemeinsamen Ursprungskörper abstammen, der durch eine Störung, zum Beispiel eine Kollision mit einem anderen Objekt in zwei Körper zerbrach. Falls dies der Fall ist, müsste dies durch die heute noch beobachtete Kraterdichte in einer frühen Phase von Saturns Satellitensystem geschehen sein.

## Erforschung

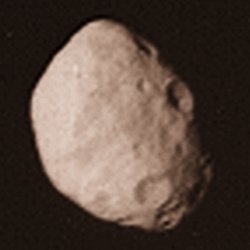
Beste Voyager-2-Aufnahme von Janus (25. August 1981).

Janus weist eine scheinbare Helligkeit von 14,4m auf. Seit der Entdeckung 1966 und der Bestätigung 1980 und den Voyager-Vorbeiflügen wurde Janus von erdgebundenen Teleskopen sowie vom Hubble-Weltraumteleskop untersucht, und seine Bahnparameter konnten dadurch präzisiert werden.
Janus wurde bislang von drei Raumsonden besucht, namentlich von den Vorbeiflugsonden Voyager 1 am 12. November 1980 und Voyager 2 am 25. August 1981 sowie dem Saturn-Orbiter Cassini, der vom 1. Juli 2004 bis zum 15. September 2017 den Saturn umkreiste. Janus wurde von Cassini mehrmals ins Visier genommen, so dass seine Größe und Form sowie seine orbitalen Parameter mittlerweile ziemlich genau bekannt sind. Der nächste Vorbeiflug von Cassini ereignete sich während des 74. Umlaufs um Saturn am 1. Juni 2008, als die Sonde Epimetheus in einer Entfernung von 14.363 km passierte. Dabei konnten einige gut aufgelöste Aufnahmen gemacht werden.
Am 2. April 2010 konnte Cassini eine Bedeckung (aus Sicht der Sonde) der führenden Hemisphären von Janus durch Epimetheus aus einer Distanz von 2,1 Millionen km aufnehmen.
| Bezeichnung | Datum                          | Gemeldet durch                                             | IAUC   |
| ----------- | ------------------------------ | ---------------------------------------------------------- | ------ |
| S/1966 S 2  | 31. März 1980 / 28. April 1980 | Audouin Dollfus                                            | * 3470 |
| S/1979 S 2  | 25. Oktober 1979               | T. Gehrels / J. A. Van Allen et al.                        | * 3417 |
| S/1980 S 1  | 25. Februar 1980               | Dan Pascu                                                  | * 3454 |
| S/1980 S 2  | 29. Februar 1980               | Bradford A. Smith / Harold J. Reitsema / Stephen M. Larson | * 3456 |
| S/1980 S 9  | 31. März 1980                  | A. W. Harris / J. Gibson                                   | * 3463 |

Durch die komplizierte Entdeckungsgeschichte von Janus und Epimetheus hat Janus von der IAU mindestens fünf systematische Nummerierungen erhalten, bei denen später nachgewiesen werden konnte, dass es sich um Janus handelte. Dies trug maßgeblich zu der derzeit zu hoch vermuteten Anzahl der Saturnmonde bei.